# サウンドオブハート
サウンドオブハートは日本の競走馬・繁殖牝馬。主な勝ち鞍は阪神牝馬ステークス。

## 戦歴
2011年8月20日、新潟の新馬戦でデビューし、好位追走から抜け出して最後は鞍上の松岡正海が手綱を抑えつつ1着。つづく芙蓉ステークスも馬群の後ろでレースを進めつつ、最後はサトノギャラントを下して勝ち上がり、2連勝とする。阪神ジュベナイルフィリーズに駒を進めるものの松岡の負傷に伴い武豊に乗り替わり、1番人気に支持されて大外枠からレースを進め最後の直線では一瞬先頭に立った場面があったものの、最後はジョワドヴィーヴルに交わされアイムユアーズとの2着争いもハナ差遅れて3着に終わった。
明け3歳初戦は、早くも西下して紅梅ステークスに出走、断然の1番人気に支持されてスローペースから馬群をさばき勝利。この時点でオープン特別を2勝とし、「気持ちが少し入りやすい」ことを考慮してトライアルレースを使わず、本番の桜花賞へと直行することとなった。鞍上に再度松岡を据え挑んだ桜花賞では好位置で折り合ったもののジェンティルドンナの4着、レース後の4月13日、レース中に発症したとみられる左前トウ骨遠位端の骨折が判明してクラシック戦線から離脱、症状自体は軽いものであったものの先々のことを見据えて手術を行った。手術、休養ののち12月のターコイズステークスにて復帰し、道中は行きたがる場面もあったが内から抜け出して勝利、復帰戦を勝利で飾った。
4歳時は京都金杯から始動しダノンシャークの4着。続く洛陽ステークスは好位抜け出しで勝利し、ヴィクトリアマイルに直行か間に阪神牝馬ステークスを挟むかの二択となったが、後者となる。阪神牝馬ステークスでは大外からレースを進め、最後の直線でクィーンズバーンをかわして先頭に立ち、追い込んできたイチオクノホシをクビ差抑えて優勝、重賞初制覇となった。次走ヴィクトリアマイルでは3番人気に支持されて勝ち馬ヴィルシーナの背後に位置どったが最後の直線で伸びず14着に終わり、ゴール直後に池添謙一が歩様に異常を感じ下馬。後日、左前浅屈腱不全断裂で競走能力喪失と診断され、5月17日付けで競走馬登録を抹消した。

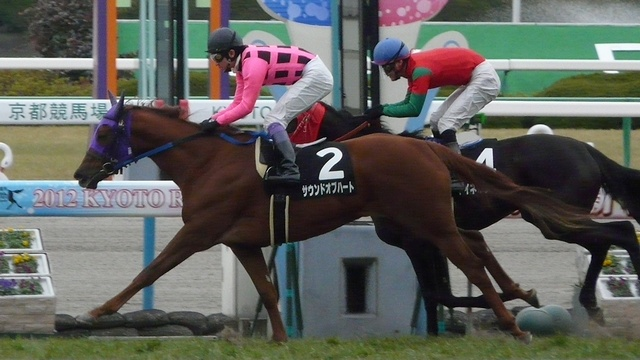
2012年紅梅S
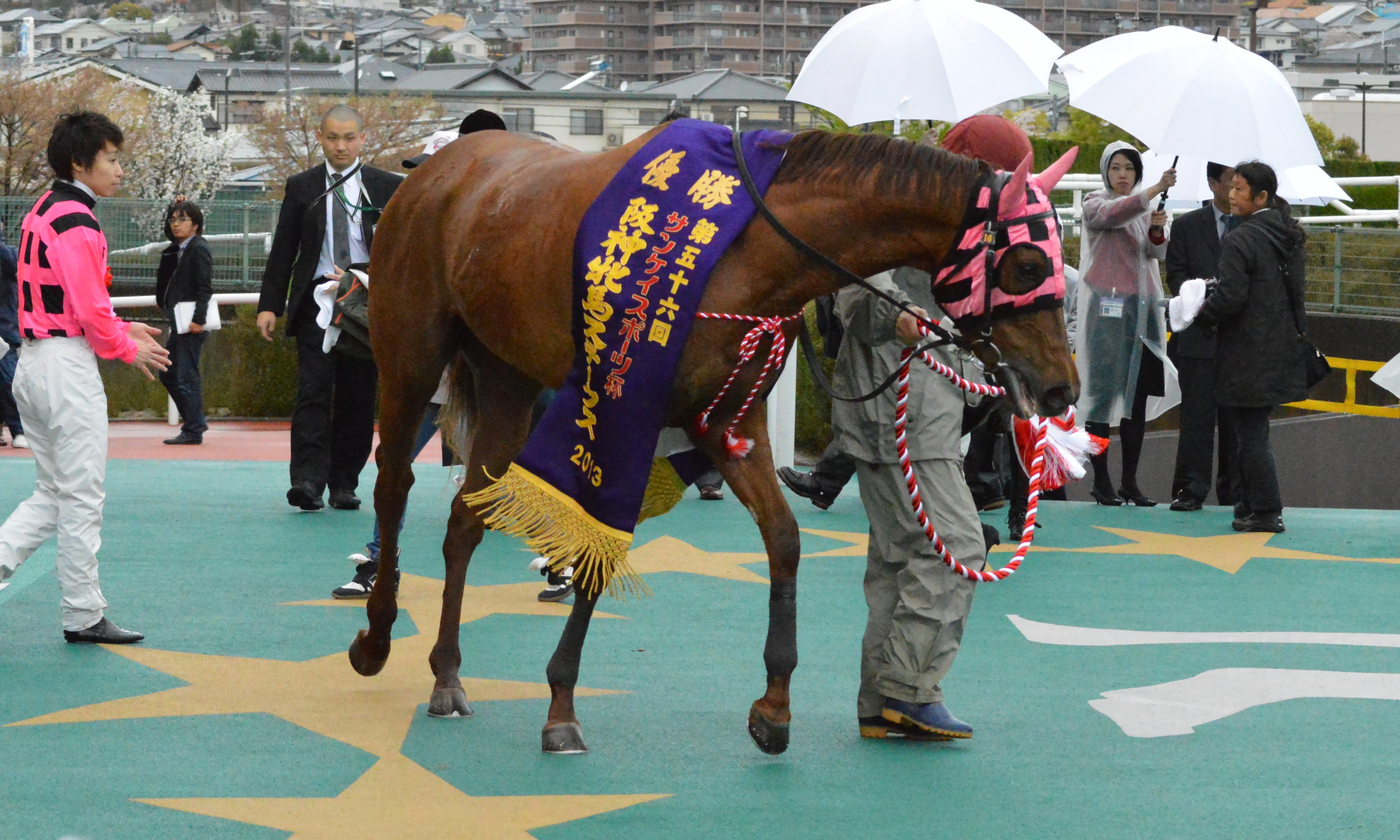
2013年阪神牝馬S表彰式

## 競走成績
以下の内容は、netkeiba.comおよびJBISサーチに基づく。
| 年月日     | 競馬場 | 競走名             | 格   | 頭数 | 枠番 | 馬番 | オッズ （人気） | オッズ （人気） | 着順 | 騎手     | 斤量 （kg） | 距離（馬場）  | タイム （上り3F） | タイム 差 | 勝ち馬/（2着馬）       |
| ---------- | ------ | ------------------ | ---- | ---- | ---- | ---- | --------------- | --------------- | ---- | -------- | ----------- | ------------- | ----------------- | --------- | ---------------------- |
| 2011.08.20 | 新潟   | 2歳新馬            |      | 18   | 2    | 4    | 01.6            | （1人）         | 1着  | 松岡正海 | 54          | 芝1400m（良） | 1:22.3（35.3）    | -0.7      | （クリスタルブランカ） |
| 0000.10.02 | 中山   | 芙蓉S              | OP   | 10   | 8    | 10   | 02.1            | （1人）         | 1着  | 松岡正海 | 54          | 芝1600m（良） | 1:35.5（34.2）    | -0.2      | （サトノギャラント）   |
| 0000.12.11 | 阪神   | 阪神ジュベナイルF  | GI   | 18   | 8    | 18   | 04.6            | （1人）         | 3着  | 武豊     | 54          | 芝1600m（良） | 1:35.3（35.0）    | -0.4      | ジョワドヴィーヴル     |
| 2012.01.15 | 京都   | 紅梅S              | OP   | 13   | 2    | 2    | 01.4            | （1人）         | 1着  | 武豊     | 55          | 芝1400m（良） | 1:22.7（33.8）    | -0.1      | （マイネボヌール）     |
| 0000.04.08 | 阪神   | 桜花賞             | GI   | 18   | 7    | 13   | 11.3            | （5人）         | 4着  | 松岡正海 | 56          | 芝1600m（良） | 1:35.1（35.0）    | -0.5      | ジェンティルドンナ     |
| 0000.12.02 | 中山   | ターコイズS        | OP   | 16   | 1    | 2    | 04.9            | （1人）         | 1着  | 松岡正海 | 55          | 芝1600m（良） | 1:33.4（34.6）    | -0.2      | （オメガハートランド） |
| 2013.01.05 | 京都   | 京都金杯           | GIII | 16   | 6    | 11   | 03.6            | （2人）         | 4着  | 松岡正海 | 57          | 芝1600m（良） | 1:34.1（34.8）    | -0.6      | ダノンシャーク         |
| 0000.02.17 | 京都   | 洛陽S              | OP   | 16   | 4    | 8    | 03.8            | （1人）         | 1着  | 池添謙一 | 55          | 芝1600m（良） | 1:34.3（34.4）    | -0.3      | （カネトシディオス）   |
| 0000.04.06 | 阪神   | 阪神牝馬S          | GII  | 16   | 8    | 16   | 04.5            | （2人）         | 1着  | 池添謙一 | 54          | 芝1400m（良） | 1:21.4（33.6）    | -0.0      | （イチオクノホシ）     |
| 0000.05.12 | 東京   | ヴィクトリアマイル | GI   | 18   | 8    | 17   | 06.8            | （3人）         | 14着 | 池添謙一 | 55          | 芝1600m（良） | 1:33.1（34.4）    | -0.7      | ヴィルシーナ           |

## 繁殖牝馬時代
引退後はタイヘイ牧場で繁殖牝馬となる。2015年3月27日にノヴェリストとの初仔が産まれ、7月14日のセレクトセールにて野田みづきが3000万円（税抜）で落札した。
|       | 生年   | 馬名               | 性 | 毛色 | 父                 | 馬主                     | 厩舎                                                                           | 戦績                  | 出典   |
| ----- | ------ | ------------------ | -- | ---- | ------------------ | ------------------------ | ------------------------------------------------------------------------------ | --------------------- | ------ |
| 初仔  | 2015年 | ミッキーサウンド   | 牡 | 栗毛 | ノヴェリスト       | 野田みづき               | 栗東・千田輝彦                                                                 | 1戦0勝（引退・乗馬）  | [ 22 ] |
| 2番仔 | 2016年 | チビラーサン       | 牝 | 栗毛 | ケープブランコ     | 瀬谷隆雄                 | 美浦・中舘英二                                                                 | 23戦2勝（引退・繁殖） | [ 24 ] |
| 3番仔 | 2017年 | ロードドミニオン   | 騸 | 鹿毛 | ロードカナロア     | （株）ロードホースクラブ | 栗東・西浦勝一 →北海道・林和弘 →船橋・岡林光浩 →栗東・西浦勝一 →栗東・畑端省吾 | 43戦2勝（引退）       | [ 25 ] |
| 4番仔 | 2018年 | アオイカツマ       | 牡 | 鹿毛 | ロードカナロア     | 新谷幸義 →鈴木道隆       | 美浦・古賀慎明 →大井・福田真広 →水沢・酒井仁 →水沢・関本浩司                   | 40戦5勝（引退）       | [ 26 ] |
| 5番仔 | 2019年 | ブルーグラスソング | 牝 | 鹿毛 | ハービンジャー     | （株）タイヘイ牧場       | 美浦・大竹正博                                                                 | 7戦0勝（引退・繁殖）  | [ 27 ] |
| 6番仔 | 2020年 | コウテツレディー   | 牝 | 栗毛 | スクリーンヒーロー | 佐藤守宏                 | 美浦・斎藤誠                                                                   | 4戦0勝（引退・繁殖）  | [ 28 ] |
| 7番仔 | 2021年 | アイソーザライト   | 牝 | 栗毛 | バゴ               | （株）タイヘイ牧場       | 美浦・大竹正博                                                                 | 7戦0勝（引退）        | [ 29 ] |
| 8番仔 | 2022年 | ルックフォラスター | 牝 | 栗毛 | エピファネイア     | （株）タイヘイ牧場       | 美浦・国枝栄                                                                   | 1戦0勝（現役）        | [ 30 ] |
| 9番仔 | 2023年 | スチールギターラグ | 牝 | 栗毛 | エピファネイア     |                          |                                                                                | （デビュー前）        | [ 31 ] |

- 2025年4月16日現在

## 血統
| サウンドオブハートの血統        | サウンドオブハートの血統                                         | サウンドオブハートの血統                                         | （血統表の出典）                                                 | （血統表の出典） |
| 父系                            | サンデーサイレンス系（ヘイロー系）                               | サンデーサイレンス系（ヘイロー系）                               | サンデーサイレンス系（ヘイロー系）                               | [ § 2 ]          |
| 父 アグネスタキオン 1998 栗毛   | 父の父*サンデーサイレンス Sunday Silence 1986 青鹿毛             | Halo                                                             | Hail to Reason                                                   | Hail to Reason   |
| 父 アグネスタキオン 1998 栗毛   | 父の父*サンデーサイレンス Sunday Silence 1986 青鹿毛             | Halo                                                             | Cosmah                                                           |                  |
| 父 アグネスタキオン 1998 栗毛   | 父の父*サンデーサイレンス Sunday Silence 1986 青鹿毛             | Wishing Well                                                     | Understanding                                                    | Understanding    |
| 父 アグネスタキオン 1998 栗毛   | 父の父*サンデーサイレンス Sunday Silence 1986 青鹿毛             | Wishing Well                                                     | Mountain Flower                                                  |                  |
| 父 アグネスタキオン 1998 栗毛   | 父の母アグネスフローラ 1987 鹿毛                                 | *ロイヤルスキー                                                  | Raja Baba                                                        | Raja Baba        |
| 父 アグネスタキオン 1998 栗毛   | 父の母アグネスフローラ 1987 鹿毛                                 | *ロイヤルスキー                                                  | Coz o'Nijinsky                                                   |                  |
| 父 アグネスタキオン 1998 栗毛   | 父の母アグネスフローラ 1987 鹿毛                                 | アグネスレディー                                                 | *リマンド                                                        | *リマンド        |
| 父 アグネスタキオン 1998 栗毛   | 父の母アグネスフローラ 1987 鹿毛                                 | アグネスレディー                                                 | イコマエイカン                                                   |                  |
| 母 シンメイミネルバ 1997 黒鹿毛 | 母の父Caerleon 1980                                              | Nijinsky II                                                      | Northern Dancer                                                  | Northern Dancer  |
| 母 シンメイミネルバ 1997 黒鹿毛 | 母の父Caerleon 1980                                              | Nijinsky II                                                      | Flaming Page                                                     |                  |
| 母 シンメイミネルバ 1997 黒鹿毛 | 母の父Caerleon 1980                                              | Foreseer                                                         | Round Table                                                      | Round Table      |
| 母 シンメイミネルバ 1997 黒鹿毛 | 母の父Caerleon 1980                                              | Foreseer                                                         | Regal Gleam                                                      |                  |
| 母 シンメイミネルバ 1997 黒鹿毛 | 母の母*フジャブ 1992                                             | Woodman                                                          | Mr. Prospector                                                   | Mr. Prospector   |
| 母 シンメイミネルバ 1997 黒鹿毛 | 母の母*フジャブ 1992                                             | Woodman                                                          | *プレイメイト                                                    |                  |
| 母 シンメイミネルバ 1997 黒鹿毛 | 母の母*フジャブ 1992                                             | Winters' Love                                                    | Danzig                                                           | Danzig           |
| 母 シンメイミネルバ 1997 黒鹿毛 | 母の母*フジャブ 1992                                             | Winters' Love                                                    | Cold Hearted                                                     |                  |
| 母系(F-No.)                     | (FN:3-n)                                                         | (FN:3-n)                                                         | (FN:3-n)                                                         | [ § 3 ]          |
| 5代内の近親交配                 | Hail to Reason 9.38% 4 x 5 , Northern Dancer 9.38% 4 ･ 5（母内） | Hail to Reason 9.38% 4 x 5 , Northern Dancer 9.38% 4 ･ 5（母内） | Hail to Reason 9.38% 4 x 5 , Northern Dancer 9.38% 4 ･ 5（母内） | [ § 4 ]          |
| 出典                            | 1. 2. 3. 4.                                                      | 1. 2. 3. 4.                                                      | 1. 2. 3. 4.                                                      | 1. 2. 3. 4.      |

- 半妹にカフェブリリアント（父・ブライアンズタイム）がおり、姉に続いて阪神牝馬ステークスを制している[34]。母の妹スペランツァの仔に重賞3勝のシルポートがいる[34]。